# Binkos Point
Der Binkos Point (englisch; bulgarisch нос Бинкос nos Binkos) ist eine Landspitze an der Danco-Küste des Grahamlands auf der Antarktischen Halbinsel. Sie liegt 1,95 km nordöstlich des Eckener Point und 1,7 km südlich des Escalonado Point an der Nordostseite der Einfahrt zur Latinka Cove bzw. an der Nordwestseite der Pefaur-Halbinsel.
Britische Wissenschaftler kartierten sie 1978. Die bulgarische Kommission für Antarktische Geographische Namen benannte sie 2013 nach der Ortschaft Binkos im Südosten Bulgariens.